# Judy (film)
Judy – brytyjski dramat biograficzny z 2019 roku w reżyserii Ruperta Goolda, adaptacja musicalu End of the Rainbow, który miał premierę w Sydney w 2005 roku. Film opowiada historię aktorki i piosenkarki, Judy Garland, która zmagając się z uzależnieniem i problemami osobistymi, przybywa na serię koncertów w Londynie.  W głównej roli wystąpiła Renée Zellweger.

## Obsada
| Aktor           | Rola               |
| --------------- | ------------------ |
| Renée Zellweger | Judy Garland       |
| Jessie Buckley  | Rosalyn Wilder     |
| Finn Wittrock   | Mickey Deans       |
| Rufus Sewell    | Sid Luft           |
| Michael Gambon  | Bernard Delfont    |
| Richard Cordery | Louis Mayer        |
| Royce Pierreson | Burt Rhodes        |
| Darci Show      | Młoda Judy Garland |
| Andy Nyman      | Dan                |

## Odbiór

### Krytyka w mediach
Film spotkał się z pozytywną reakcją krytyków. W serwisie Rotten Tomatoes 82% z 311 recenzji jest pozytywnych, a średnia ocen wyniosła 6,95/10. Na portalu Metacritic średnia ocen z 46. recenzji wyniosła 66 punkty na 100.

### Nagrody i nominacje
Film zdobył 2. nominacje do Nagrody Akademii Filmowej, dla najlepszej aktorki pierwszoplanowej, za najlepszą charakteryzację i fryzury, zdobył Złoty Glob (nagrodę otrzymała Renée Zellweger dla najlepszej aktorki w dramacie) i 3 nominacje do nagrody BAFTA, dla najlepszej aktorki pierwszoplanowej, za kostiumy,  za najlepszą charakteryzację i fryzury.